# فرودگاه السیدز فرناندز
فرودگاه السیدز فرناندز (به انگلیسی: Alcides Fernández Airport) (به زبان بومی: Aeropuerto Alcides Fernández) یک فرودگاه همگانی با کد یاتا ACD است . این فرودگاه در کشور کلمبیا قرار دارد و در ارتفاع ۱۵ متری از سطح دریا واقع شده‌است.

## شرکت‌های هواپیمایی و مقصدهای پروازی
| شرکت‌های هواپیمایی   | مقصدهای پروازی     |
| ------------------- | ------------------ |
| آئرولینئا د آنتیکوا | انریکه اولایا هررا |